# 43 km (rejon wygonicki)
43 km (ros. 43 км) – przystanek kolejowy w pobliżu miejscowości Borodino, w rejonie wygonickim, w obwodzie briańskim, w Rosji. Położony jest na linii z Briańska do Homla.